# Orquesta Sinfónica Nacional de Guatemala
La Orquesta Sinfónica Nacional de Guatemala (OSN) es una institución pública cultural guatemalteca, adscrita al Centro Nacional de Música, órgano parte del Ministerio de Cultura y Deportes de Guatemala.

## Historia
La Orquesta Sinfónica Nacional de Guatemala fue fundada en 1936, por el presidente y General de División Jorge Ubico Castañeda. En ese entonces se conoció como Orquesta Liberal Progresista. Pertenecía al entonces llamado Ministerio de la Guerra, hoy Ministerio de la Defensa Nacional y fue utilizada principalmente para la apertura de las giras presidenciales, actos cívicos, protocolarios y religiosos. El primer director de la orquesta fue el maestro José Castañeda Medinilla.
La orquesta estaba integrada por jóvenes valores del Conservatorio Nacional de Música, el que a su vez fue fundado en 1875, por Decreto del General Justo Rufino Barrios, en el año 1873, pero fue hasta el 11 de julio de 1944 con el acuerdo presidencial suscrito por el primer designado a la Presidencia de la República, el General Federico Ponce Vaides, que se pasó a llamar como la conocemos actualmente. Con el paso del tiempo pasa a formar parte de la Dirección General de Bellas Artes del Ministerio de Educación y en la luego al Ministerio de Cultura y Deportes. 
El 27 de noviembre de 1991 la Orquesta Sinfónica Nacional de Guatemala fue declarada Patrimonio Cultural de la Nación por el Decreto 80-91 del Congreso de la República, con la finalidad de protegerla y preservarla, así como también su archivo musical; el cual comprende partituras clásicas y contemporáneas de artistas nacionales e internacionales.
El 21 de octubre de 2024, la orquesta recibió la Orden del Quetzal, la máxima distinción honorífica otorgada por el gobierno de Guatemala. La entrega se realizó durante un concierto dirigido por el maestro Alfredo Quezada, en el marco de la conmemoración de la revolución del 20 de octubre de 1944.